# آبل ترمئوس
آبل ترمئوس (انگلیسی: Abel Thermeus؛ زادهٔ ۱۹ ژانویهٔ ۱۹۸۳) بازیکن فوتبال اهل فرانسه است.
از باشگاه‌هایی که در آن بازی کرده‌است می‌توان به باشگاه فوتبال لوانته، باشگاه فوتبال دبرتسنی، باشگاه فوتبال مادرول، و باشگاه فوتبال موناکو اشاره کرد.
وی همچنین در تیم ملی فوتبال هائیتی بازی کرده‌است.